# 村上絢
村上 絢（むらかみ あや、1988年 - ）は、日本の投資家、一般財団法人村上財団の前代表理事。戸籍名は野村 絢（のむら あや）であり、有価証券報告書などではこちらの名前が用いられている。

## 経歴
スイスのボーディングスクールを経て慶應義塾大学法学部政治学科を卒業後、モルガン・スタンレーMUFG証券に入社。
2015年6月、C&I Holdings代表取締役CEOに就任。
2015年8月、NPO法人チャリティ・プラットフォームの代表理事に就任。
2015年11月25日、証券取引等監視委員会により金融商品取引法違反（相場操縦）容疑で自宅などが強制調査された。
2016年8月、父である村上世彰が設立したファミリー財団である一般財団法人村上財団の代表理事に就任。
2017年9月、BuzzfeedNEWSで、父である村上世彰とともに初の親子インタビューが掲載される。
2018年4月、2015年に自宅などが強制調査された金融商品取引法違反（相場操縦）容疑の起訴が見送りになった。
2018年5月、ロサンゼルスで開催されたアメリカ最大の経済関係国際会議であるミルケン会議にパネリストして登壇し、現在日本が抱える内部留保の問題について提起した。
2022年1月、一般財団法人村上財団の代表理事を退任。後任は、妹の村上フレンツェル玲。
2025年4月、フジ・メディア・ホールディングスの株8.74%を取得し筆頭株主となっている。

## 人物
理念はコーポレートガバナンスの実現であり、中長期的な観点で助言を行う為に、C&Iホールディングスの運用資金は全て自己資産であると発言している。村上財団の設立にあたり、「働きたい」と思う女性が思い切り輝けるように。働きながらの妊娠・出産・育児が超えられない壁とならないように。そして子どもたちが様々なサポートを受けながらのびのびと育つことができるように。より暮らしやすく笑顔あふれる日本を創るために、村上財団を通じて、支援をしていきたいと思っていると語っている。フローレンスの障害児保育園ヘレン、キッズドアなどのNPO団体への支援のほか、ロビー活動やソーシャルインパクトボンドにも注目し支援活動を行っている。子どもは2人いる。